# ويليام ديك (سياسي)
ويليام ديك هو سياسي كندي، ولد في 1 سبتمبر 1878 بوينيبيغ في كندا، وتوفي في 1 يونيو 1961 في نفس البلد.